# Generation Next (lucha libre)
Generation Next fue un stable de lucha libre profesional en Ring of Honor. Formado por Alex Shelley el 22 de mayo de 2004, The Original Generation Next consistía en Shelley, Austin Aries, Roderick Strong y Jack Evans. Shelley fue eventualmente expulsado del grupo y sustituido por Aries como líder, añadiendo más tarde a Matt Sydal durante el verano de 2005. El 3 de junio de 2006, Aries oficialmente disbandó Generation Next, siendo su último combate el 29 de julio de 2006.

## Historia

### Circuito independiente (2008)
En mayo de 2008, Evans y Strong se reunieron en Pro Wrestling Guerrilla, formando parte del torneo DDT4 2008 por los Campeonatos por Parejas, clasificándose al derrotar Scorpio Sky & Ronin. Después de derrotar también a Los Luchas (Phoenix Star & Zokre), Evans y Strong se enfrentaron a los Campeones por Parejas Kevin Steen & El Generico, ganando el torneo y los títulos. Semanas más tarde, perdieron los cinturones ante The Age Of The Fall (Jimmy Jacobs & Tyler Black) en un combate en el que Evans tuvo que ser sustituido por El Generico. Poco más tarde, Strong y Evans dejaron la empresa.
El 24 de agosto de 2008, Aries y Strong reformaron el equipo en GEAR para derrotar a Jason Blade & Kenny King. En noviembre Aries, Strong y Davey Richards hicieron equipo en Pro Wrestling Guerrilla para derrotar a El Generico, Necro Butcher & Nick Jackson y Chuck Taylor, Joey Ryan & Kenny Omega en un Three Way Nine Man en Battle of Los Angeles 2008.

## En lucha

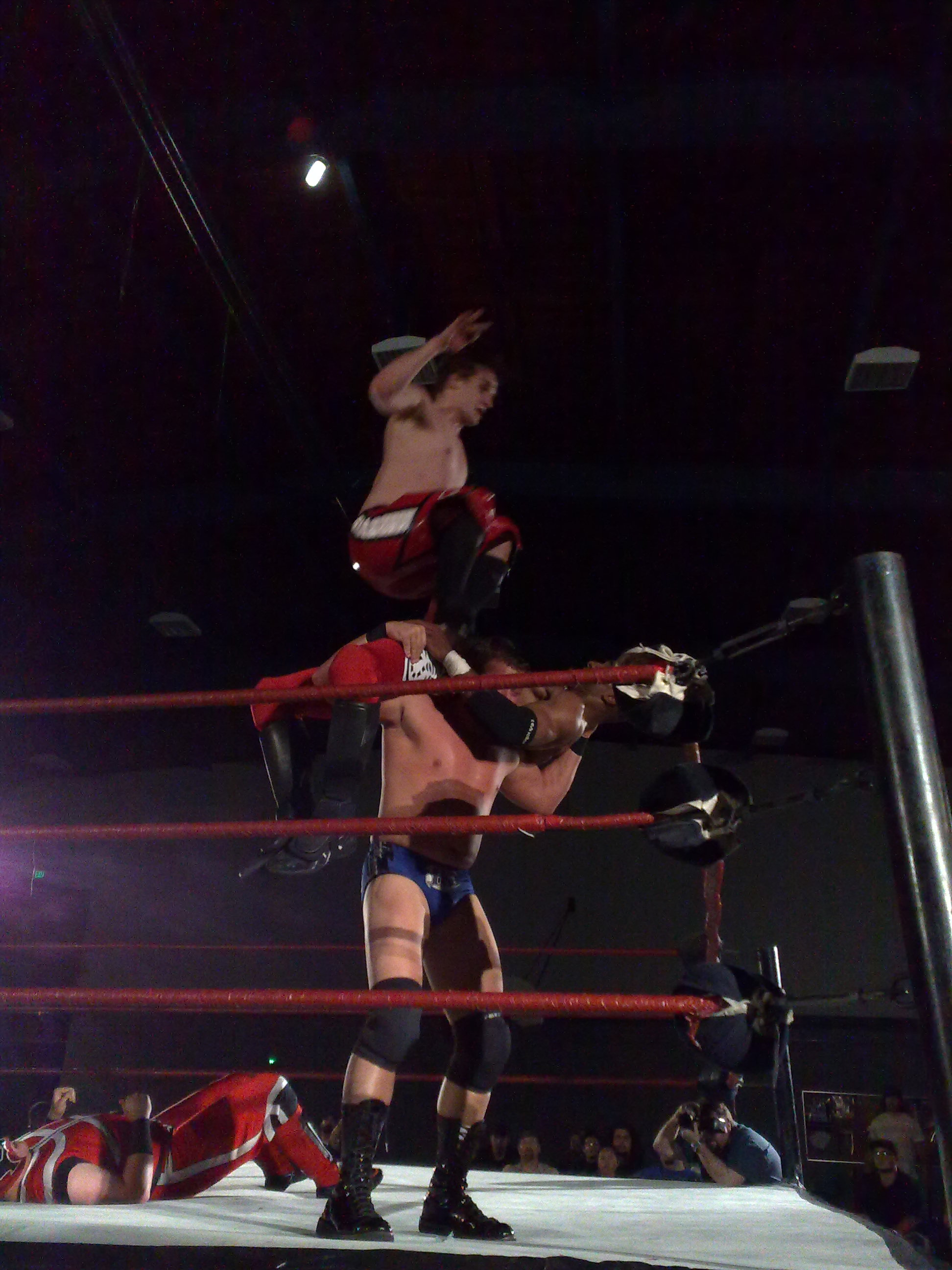
Roderick Strong y Jack Evans realizando un "Skipping a Generation" a Scorpio Sky y Ronin.

- Movimientos finales
  - Skipping a Generation[1] / Ode to the Bulldogs[4] (Combinación de Argentine backbreaker rack de Strong y diving double foot stomp de Evans, con Evans saltando en un aided splash, aided senton o aided moonsault sobre otro oponente mientras Strong realiza un Argentine backbreaker drop al primero)
  - Half Nelson backbreaker de Strong seguido de 450° splash de Aries o 630° senton de Evans

- Movimientos de firma
  - Battering Ram Toss[1] (Gorilla press slam de Strong a Evans lanzándolo contra el oponente en un aided cannonball senton)
  - Standing powerbomb de Strong a Evans lanzándolo en un aided moonsault double foot stomp contra un oponente apoyado horizontalmente en los turnbuckles o en un aided moonsault contra un oponente tendido
  - Double Irish whip seguido de knee strike de Strong y finalizado con running low-angle dropkick de Evans
  - Combinación de diving double foot stomp de Evans, belly to back suplex de Strong y neckbreaker slam de Aries
  - Combinación de standing powerbomb de Strong y missile dropkick de Aries[1]
  - Catapult backbreaker de Strong seguida de slingshot elbow drop de Aries
  - Vertical suplex de Strong a Evans lanzándolo contra el oponente en un aided 450° splash, a veces con Strong situado en una posición elevada[1]
  - Combinación de vertical suplex brainbuster de Aries y running backhand chop de Strong
  - Assisted standing corkscrew 450° splash[1]
  - Double side slam backbreaker

## Campeonatos y logros
- Ring of Honor
  - ROH World Championship - Austin Aries[5]
  - ROH Tag Team Championship - Aries & Strong[5]
  - Survival of the Fittest winner – Roderick Strong (2005)[6]

- Pro Wrestling Guerrilla
  - PWG World Tag Team Championship (1 vez) - Evans & Strong

- Wrestling Observer
  - Most Improved Wrestler - Roderick Strong (2005)